# Flintinge Byskov
Flintinge Byskov er et skovområde mellem Flintinge og Sakskøbing i Guldborgsund Kommune i den østlige del af Lolland. Vandløbet Flintinge Å udspringer i skoven. Der er flere fredede fortidsminder i skoven, herunder en kendt jættestue.

## Natur og geografi
Skoven består primært af løvtræer og mindre bevoksninger, der anvendes til rekreative formål. Området er præget af det flade morænelandskab, som er karakteristisk for det centrale Lolland.

## Rekreativ betydning
Flintinge Byskov bruges i dag især til lokal rekreation, gåture og naturoplevelser. Området besøges blandt andet af lystfiskere, der benytter de nærliggende strækninger af Flintinge Å, hvor der findes fisk som aborre og gedde.

## Fortidsminder
Der er en række fredede fortidsminder i skoven. Der er således en jættestue, der er et gammelt gravkammer fra bondestenalderen. Det er 5200 år gammelt. Jættestuen blev udgravet i 1873 af godsejer Viggo de Neergaard fra den nærliggende Fuglsang Herregård, der fandt flintredskaber og ravperler fra enkeltgravskulturen i jættestuen. Kammeret rummede også en grav fra bronzealderen. Såvel indgang som kammer er stort set intakt. Selvom området rummer mange oldtidshøje, er denne jættestue en af de mest spektakulære. Nordvest for jættestuen ligger der en langdysse med 25 bevarede randsten og to gravkamre. Syd for jættestuen er der en anden langdysse, der dog er mindre velbevaret. Endnu længere mod syd, tæt ved skovbrynet, ligger en tokamret langdysse med en stor overligger over det ene kammer.
Skoven rummer også nogle af landets flotteste og bedst bevarede stendiger. Sammen med stendigerne ved Fuglsang Herregård blev de fredet i 1952, så de kunne bevares i deres daværende tilstand.